# Бактаун (Пенсильвания)
Бактаун (англ. Backtown) — невключённая территория в тауншипе Саут-Ковентри, штат Пенсильвания, США.
Представляет собой собрание нескольких домов около пересечения дорог Пенсильвании 23 и 100.
Поселение Бактаун образовалось около таверны Бак, которая находилась на перекрёстке с 1790 года. В 1883 году Бактаун представлял из себя только 6 домов и гостиницу.
В Бактауне расположен основной кампус школьного района Оуэна Роберта. В посёлке находится несколько исторических зданий, агентство недвижимости, бензозаправка Sunoco, банк, агентство по продаже автомобилей, церковь, ресторан, парикмахерская, а также магазин, торгующий лошадьми. Большинство из перечисленных точек расположены вдоль трассы 100.